# Gewinn (Zeitschrift)
Gewinn (Eigenschreibweise: GEWINN) ist Österreichs größtes Wirtschafts- und Nachrichtenmagazin. Laut österreichischer Medienanalyse (MA) hatte die Zeitschrift 2022/23 eine Reichweite von 217.000 Lesern und setzte im 2. Halbjahr 2023 laut österreichischer Auflagenkontrolle (ÖAK) 50.249 Hefte ab.

## Geschichte
Im März 1982 gründeten Georg Wailand und Georg Waldstein das Wirtschaftsmagazin für den persönlichen Vorteil. Seit 1990 veranstalten sie jährlich die „Gewinn-Messe“ und geben den „Top-Gewinn“ heraus, ein monatlich erscheinendes Zusatzmagazin für Abonnenten. Ebenfalls seit 1990 gibt es den Gewinn-Jungunternehmer-Wettbewerb, den die Zeitschrift jährlich veranstaltet. Dabei gibt es für Startup-Unternehmen Preise zu gewinnen.

## Aufbau
Das Magazin erscheint elfmal im Jahr (Doppelausgabe Juli/August) und berichtet über Aktien- und Finanzmärkte, Geldanlage im In- und Ausland, Wirtschafts- und Finanzpolitik, Immobilienmärkte und Immobilien, Karrieren, Weiterbildungsmöglichkeiten, Recht- und Steuerangelegenheiten, inländische Unternehmen und Lifestyle und Gesundheit.